# Hjursa-Klasse
Die Hjursa-Klasse (ukrainisch Гюрза, „Levanteotter“) ist eine ukrainische Klasse kleiner leicht gepanzerter Patrouillenboote, die sowohl auf Flüssen als auch in Küstengewässern eingesetzt werden können. Es gibt von der Klasse zwei verschiedene Ausführungen, die als Projekt 58150 und als Projekt 58155 gebaut werden. Die Besatzung besteht aus 5 Mann.

## Projekt 58150 Hjursa
Die Boote des Projekts 58150 Hjursa wurden vom staatlichen Zentrum für Forschung und Design in Mykolajiw entworfen und auf der Kiewer Werft Kusnja na Rybalskomu (ehemals Leninskaja Kusnja) gebaut. 2004 wurden zwei Boote des Projekts nach Usbekistan exportiert. Der usbekische Kauf wurde mit 5,6 Mio. Dollar von den Vereinigten Staaten finanziert. Sie sind in Termes stationiert und werden vom usbekischen Grenzschutz auf dem Amudarja zum Schutz der usbekisch-afghanischen Grenze eingesetzt. 2004 wurden die beiden Boote per Luftfracht mit einer An-124 ausgeliefert.

### Technik
Der Rumpf der Hjursa-Boote besteht aus Stahl und ist in sechs wasserdichte Sektionen unterteilt. Die Boote haben signaturmindernde Aufbauten und eine Aluminium-Verbundpanzerung, die Schutz gegen Schützenwaffen bis zum Kaliber 7,62 mm bietet. Der Antrieb besteht aus 2 ukrainischen 459K-Schiffsdieselmotoren (Marineversion des Panzermotors 6TD) mit jeweils 735 kW Leistung. Der Treibstoffvorrat beträgt 5 t, damit kann das Boot bei etwa 11 kn bis zu 540 Seemeilen weit fahren. Die Höchstgeschwindigkeit beträgt 28 kn.

### Bewaffnung
Die beiden Hjursa-Boote sind mit einem BMP-2-Turm am Bug und am Heck mit dem Turm des BTR-80 bewaffnet. Die Hauptwaffe ist eine 30-mm-Maschinekanone D-95 (GRAU-Index: 2A42), dazu kommen 4 Panzerabwehrlenkraketen 9K111 Fagot, 1 14,5-mm-Maschinengewehr KPWT und ein 7,62-mm-MG PKT.

## Projekt 58155 Hjursa-M

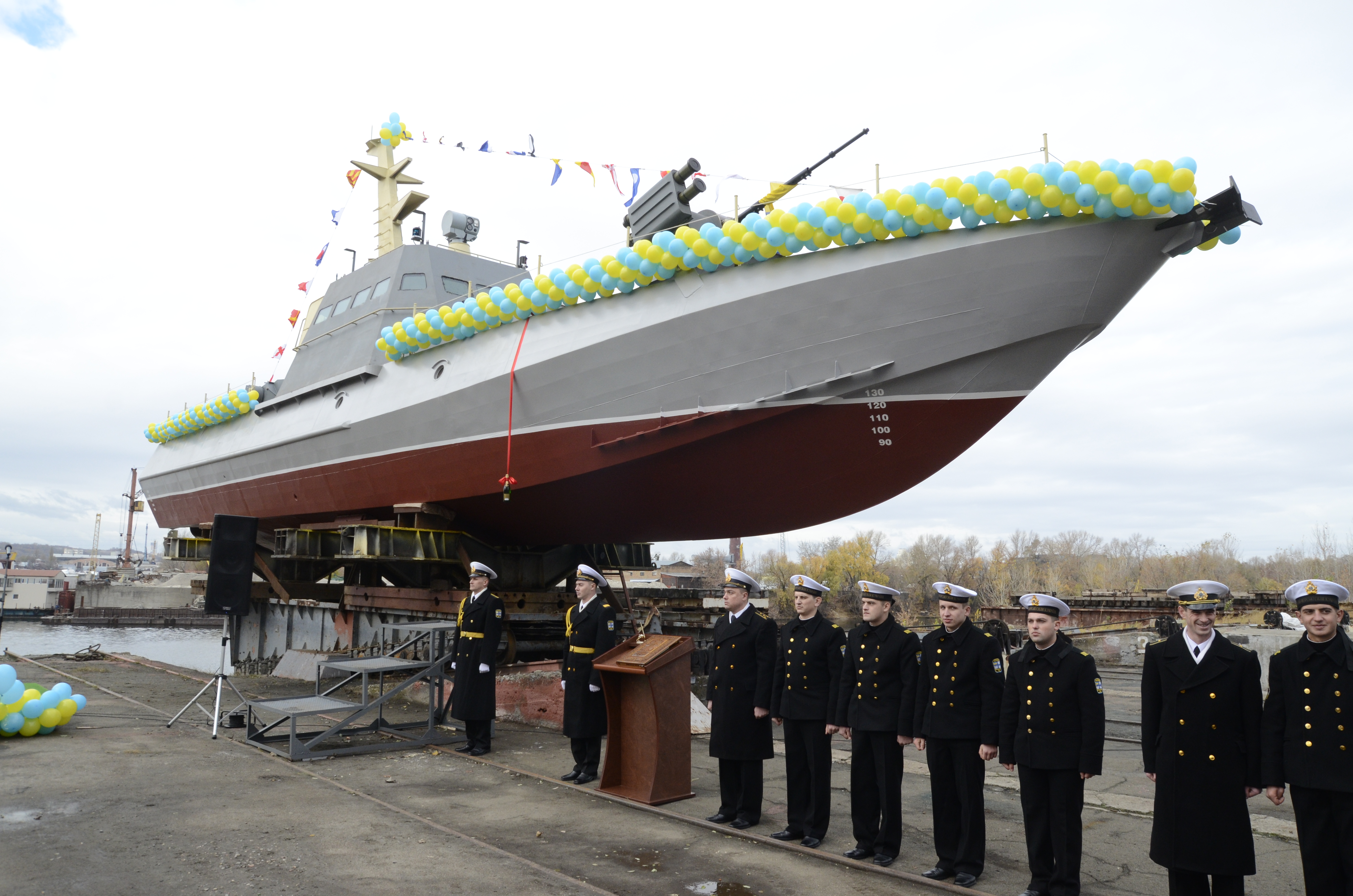
Stapellauf

Für die ukrainische Marine sollte eine verbesserte Version des Projekts 58150 entworfen werden. Die Projektierung übernahm wiederum das staatliche Schiffprojektierungsbüro in Mykolajiw, gebaut werden die Boote ebenfalls auf der Kiewer Werft Kusnja na Rybalskomu. Gegenüber den beiden Booten des Projektes 58150 wurden verschiedene Kritikpunkte ausgeräumt, unter anderem die als zu niedrig kritisierte Feuerlinie. Weiterhin wurde die Sensorausstattung aktualisiert und ein neuer Antrieb mit Caterpillar-Motoren eingebaut. Dadurch sank die Höchstgeschwindigkeit von nominell 28 auf 25 kn und die Reichweite (bei 12 kn) erhöhte sich auf 900 nm. Die Rümpfe wurden von 20,7 auf 23 m verlängert und die Verdrängung stieg von 36 auf 54 t.
Die ersten beiden Boote des verbesserten Projekts 58155 Hjursa-M wurden 2012 auf Kiel gelegt und 2014/2015 übergeben. Nach Tests wurden sie Ende 2018 in den Dienst der ukrainischen Marine übernommen.
Im Jahr 2016 wurden weitere 4 Boote auf Kiel gelegt. Ursprünglich sollte die ukrainische Marine bis zu 20 Hjursa-M-Boote erhalten.

### Bewaffnung

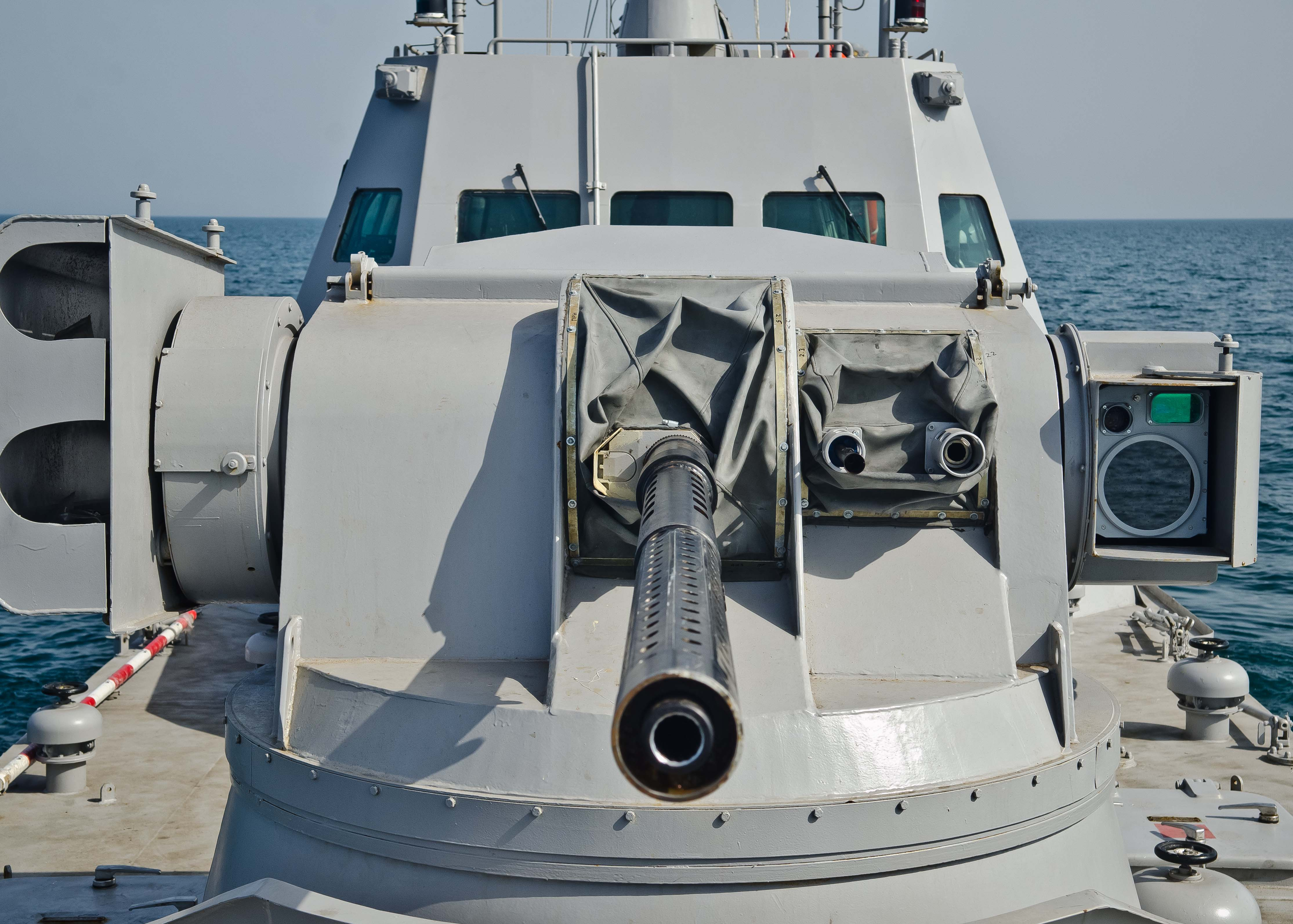
Katran-M-Waffenstation

Die Bewaffnung der Hjursa-M-Boote besteht aus jeweils einer fernbedienten Katran-M-Waffenstation auf der Back und am Heck. Jedes dieser Nahbereichsverteidigungssysteme ist mit einem automatischen 30-mm-Granatwerfer KBA-117, einer 30-mm-Maschinenkanone STM-1 (ukrainischer Nachbau der sowjetischen Grjasew-Schipunow 2A72, einer Variante der Schipunow 2A42), einem 7,62-mm-MG KT-7,62, 81-mm-Nebelwurfbechern und 2 Barrier-Panzerabwehrlenkraketen ausgestattet. Am Heck sind weiterhin zwei Schienen aufgebracht, welche zum Legen von kleinen Seeminen, zum Beispiel in Flussmündungen und Häfen, genutzt werden können.

## Einheiten
| Projekt | Nummer | Name         | Indienststellung | Kommentar                                                                            | Bild |
| ------- | ------ | ------------ | ---------------- | ------------------------------------------------------------------------------------ | ---- |
| 58150   | 01     | Dschaichun   | 2004             |                                                                                      |      |
| 58150   | 02     | Saichun      | 2004             |                                                                                      |      |
| 58155   | P174   | Akkerman     | 2016             | Durch Russische Streitkräfte erbeutet                                                |      |
| 58155   | P175   | Berdjansk    | 2016             |                                                                                      |      |
| 58155   | P176   | Nikopol      | 2018             |                                                                                      |      |
| 58155   | P177   | Krementschuk | 2018             | Durch Russische Streitkräfte erbeutet                                                |      |
| 58155   | P178   | Lubni        | 2018             | Durch Russische Streitkräfte versenkt, später gehoben. Aktueller Verbleib unbekannt. |      |
| 58155   | P179   | Wischhorod   | 2018             | Durch Russische Streitkräfte erbeutet                                                |      |
| 58155   | P180   | Kostopil     | 2019             |                                                                                      |      |
| 58155   | P181   | Butscha      | 2022             |                                                                                      |      |

## Nutzer
- Usbekistan, usbekischer Grenzschutz: 2 Hjursa-Boote
- Ukraine: Ursprünglich 7 Hjursa-M-Boote. Nach ukrainischen Angaben wurde eines (Lubni) im Zuge des Russischen Überfalls auf die Ukraine 2022 versenkt und anschließend durch Russland gehoben,[7] drei weitere Boote (Akkerman, Krementschuk, Wischhorod) wurden von russischen Truppen erbeutet und nach Noworossijsk verbracht.[8][9]

Im Jahr 2023 wurde ein weiteres Boot in Dienst gestellt. Es ist nach der ukrainischen Stadt Butscha benannt.